# Іванів, Виктор
Ви́ктор Іва́нів (настоящее имя — Ви́ктор Ге́рманович Ивано́в; 11 апреля 1977, Новосибирск — 25 февраля 2015, там же) — российский поэт и писатель, кандидат филологических наук.

## Биография
Виктор Иванов родился 11 апреля 1977 года в Новосибирске.
Окончил Новосибирский государственный университет, кандидат филологических наук, диссертация посвящена поэтике русского авангарда («Философский концепт и иконический знак в поэтике русского авангарда»). Работал библиотекарем в ГПНТБ СО РАН. Публиковался в журналах и альманахах «Уральская новь», «Сибирские огни», «Воздух», «Черновик», «Вавилон», «TextOnly», «Транслит», «Русская проза», «©оюз Писателей», «Стетоскоп», «Дети Ра» и других, в сборниках «Время Ч», «Чёрным по белому», в антологии «Нестоличная литература». Жил в Новосибирске.
Покончил с собой 25 февраля 2015 года, выбросившись из окна собственной квартиры. Похоронен на Заельцовском кладбище Новосибирска (кв. 55).

## Признание
- Шорт-лист премии «Дебют» в номинации «Поэзия» (2002).
- Международная отметина имени отца русского футуризма Давида Бурлюка (2003)[2].
- Премия Андрея Белого (2012)[3] в номинации «Проза» (за книги «Дневник наблюдений» и «Чумной Покемарь»).
- Шорт-лист премии «Дебют» в номинации «Поэзия» (2012).
- Диплом премии «Московский счёт» (2016) за книгу «Дом грузчика».

## Память
В апреле 2017 г. в Новосибирске состоялись первые «Іванівские чтения», приуроченные к 40-летию со дня рождения Виктора Іваніва.
Мероприятия проходили в ГПНТБ СО РАН, где в последние годы жизни работал В. Іванів.
Чтения были разделены на две программы: научную и художественную.
Участниками «Іванівских чтений» (очно и заочно) стали писатели и литературоведы: Энсли Морс (Бостон, США), Хенрик Джексон (Берлин, Германия), Сергей Бирюков (Галле, Германия), Анна Глазова (Гамбург, Германия), Алексей Дьячков (Москва), Сергей Соколовский (Москва), Данила Давыдов (Москва), Василий Бородин(Москва), Лев Оборин (Москва), Никита Сунгатов (Москва), Николай Кононов (Санкт-Петербург), Алексей Порвин (Санкт-Петербург), Станислав Снытко (Санкт-Петербург), Андрей Родионов (Москва), Алексей А. Шепелёв (Анапа), Александр Житенёв (Воронеж), Наталья Санникова (Челябинск), Владимир Богомяков (Тюмень), Екатерина Боярских (Иркутск), Андрей Шевцов (Тюмень), новосибирские поэты и литераторы Иван Полторацкий, Виктор Распопин, Игорь Силантьев, Андрей Жданов, Андрей Щетников, Святослав Одаренко, Сергей Шуба, Дмитрий Северов, Дмитрий Гусев и др.
В рамках чтений был представлен второй том избранной прозы Виктора Іваніва «Конец покемаря» (издательство «Коровакниги»), а также выставка фоторабот Зоси Леутиной.
В 2018 г. в Новосибирске издан сборник «Город Іванів», собравший посвящённые Іваніву и его памяти стихотворения разных авторов. Среди них Сергей Бирюков, Данила Давыдов, Гали-Дана Зингер, Олег Юрьев, Алексей А. Шепелёв, Михаил Немцев, Андрей Родионов, Алексей Порвин и др.